# Утевская, Паола Владимировна
Паола Владимировна Утевская (14 сентября 1911 г., Одесса — 2001, Киев) — украинская детская писательница. Писала на украинском языке, несколько книг переведены на русский.

## Биография
Родилась в Одессе. Отец — скульптор Владимир Алексеевич Издебский (1882—1965), мать — Евгения Львовна Утевская (1888—1970), в советские годы — автор многих книг по химии. Родители Паолы не могли заключить формальный брак, потому что отец был православным, а мать — еврейкой. 1913 г. отец покинул семью и эмигрировал в Париж, где женился, а в 1940 г. переехал в США.
Окончила в 1925 году трудовую школу, в 1931 году — рабфак Киевского химико-технологического института, а в 1941 году — филологический факультет Киевского университета.
После нападения Германии на СССР ушла на фронт. В ходе военной службы опубликовала первую статью в армейской газете Сталинградского фронта. В Сталинграде работала начальницей госпитальной библиотеки.
В мае 1942 года она была контужена и тяжело ранена. После выздоровления вернулась на действительную военную службу.
После окончания войны поселилась в Киеве, в 1945—1949 гг. была литературной консультанткой в киевской «Литературной газете», впоследствии работала в журнале «Вітчизна».
Дружила с семьей писателя Виктора Некрасова, оставила о нём воспоминания. Круг друзей Некрасова — писатели из Москвы и Киева — часто встречались летом в «Доме творчества» в Коктебеле. В 1960 г. Утевская снялась вместе с ним в шутливом самодельном фильме «Паола и роман»:
Советская туристка Паола попадает с группой соотечественников в Италию. Дальше — Паола «оторвалась от коллектива», в восторге от западной «красивой» жизни. Разиня по природе, она не замечает, как вор Тото крадёт у нее чемоданчик. Главная ценность находившегося в чемоданчике имущества — толстенный роман (мы для реквизита использовали том Большой Советской энциклопедии, сделав суперобложку с фамилией автора — С. Писательский). Книга переходит из рук в руки, и каждый читающий неизменно засыпает. Паола обращается к частному детективу, прося найти украденное. Большое количество пленки ушло на эпизоды погони детектива за вором. Роль Тото исполнял Некрасов (внешне он действительно был похож на известного итальянского комика Тото), роль детектива — Волынский, роль Паолы — ваша покорная слуга. А в массовках участвовали живущие в Доме творчества писатели. Американского миллионера играл Всеволод Иванов, светскую львицу — [его супруга] красавица Тамара Владимировна Иванова, патера, венчающего в конце фильма Паолу и Тото, — физик Шальников и т. д.
В титрах фильма также упомянут писатель Овадий Савич.
Автор многих научно-художественных и научно-популярных книг для детей. Также печатала статьи, рассказы и рецензии в журналах «Вітчизна», «Дніпро», «Радуга», «Піонерія», «Новый мир», «Барвінок».
Умерла в 2001 г. в Киеве.

## Произведения
- Вічні мандрівники. — К.: Веселка, 1972. — 238 с.: іл. [ст 24.1 У 84]
- Вода-мандрівниця, вода-трудівниця. — К.: Веселка, 1985. — 16 с.: іл. [Д У 84]
- Дарунки зелёного друга: Оповідання. — К.: Веселка, 1980. — 40 с.: іл. [мл 84.4УКР У 84]
- Історія фарфорової чашки: Оповідання. — К.: Веселка, 1986. — 102 с.: іл. [мл 3 У 84]
- Квітковий годинник. — К.: Дитвидав УРСР, 1962. — 64 с.: іл. [мл 35 У 84]
- Костикова зелена республіка: Оповідання. — К.: Веселка, 1968. — 79 с.: іл. [мл 28.5 У 84]
- Невмирущі знаки. — К.: Веселка, 1976. — 264 с.: іл. [ст 81 У 84]
- Оповідання про скляну ниточку. — К.: Веселка, 1965. — 35 с.: іл. [Д У 84]
- Правда, яка нагадує казку: Оповідання. — К.: Веселка, 1978. — 96 с.: іл. [мл 28.5 У 84]
- Таємниці твоєї кімнати. — К.: Рад. шк., 1966. — 135 с.: іл. [с 35 У 84]

На русском языке
- Утевская П. Здравствуй, Киев! Фотокнига. — М. Детская литература. 1982. 48 с., илл. Фотографии И. Гильбо и Е. Огобенина.
- Утевская П. Рассказы о стеклянной ниточке. — М.: Дет. лит., 1968. — 48 с.: ил. [Д У 84] (пер. на русский яз. Кон Л.)
- Утевская П. Слов драгоценные клады. — М.: Дет. лит., 1985. — 191 с.: ил. [ст. 81 В 84] (пер. на русский яз. Мусиенко М., Рубинштейн Р.)